# 鹿児島県立南大隅高等学校
鹿児島県立南大隅高等学校（かごしまけんりつ みなみおおすみこうとうがっこう）は、鹿児島県肝属郡南大隅町川北にある県立高等学校。本土最南端の高校である。

## 沿革
- 1926年4月 - 鹿児島県小根占実科高等女学校設立。
- 1931年6月 - 鹿児島県小根占村立小根占実業学校設立、後、鹿児島県根占実業学校に校名変更。
- 1943年4月 - 県立に移管。
- 1946年3月 - 鹿児島県立根占農林学校に改称。
- 1948年4月 - 鹿児島県立根占高等学校に改称。同時に大根占町立鹿児島県大根占高等学校が開校。
- 1950年4月 - 大根占町立鹿児島県大根占高等学校、全日制商業科を設置。
- 1954年4月 - 鹿児島県根占高等学校と鹿児島県大根占高等学校が統合し、鹿児島県南大隅高等学校開校。「南大隅」は当時の根占町・佐多町（現南大隅町）、大根占町・田代町（現錦江町）4町村を指す。
- 1956年4月 - 鹿児島県立南大隅高等学校に改称。
- 1992年4月 - 情報処理科を新設。
- 2009年4月 - 普通科募集停止。
- 2013年4月 - 学科再編により、情報処理科にかわり商業科を設置。

## 設置学科
- 情報処理科（2012年度入学生まで）
- 商業科（2013年度入学生から）

## 校訓
- 友愛
- 研学
- 勤労

## 著名な出身者
- 愛華みれ（女優、元宝塚歌劇団花組男役トップスター）
- 寺崎舞織（旧姓内村。ガールズケイリン選手）
- 松井優佳（ガールズケイリン選手）